# Monica Nashandi
Monica Nashandi (sinh ngày 12 tháng 10 năm 1959) là một cựu chính trị gia và nhà ngoại giao người Namibia. Nashandi là đại sứ của Namibia cho các quốc gia Scandinavia cũng như cựu Cao ủy tại Vương quốc Anh.
Nashandi đã bị loại khỏi danh sách SWAPO cho cuộc tổng tuyển cử năm 2009 vì bà đã không đăng ký bỏ phiếu, một yêu cầu theo luật của Namibia.

## Cuộc sống và giáo dục ban đầu
Nashandi sinh ngày 12 tháng 10 năm 1959 tại làng Ompundja thuộc vùng Oshana. Là một người tị nạn năm 1978, bà sống sót sau trận Cassinga, một cuộc tấn công trên không của Nam Phi vào SWAPO qua biên giới ở Angola.
Sau đó, bà được huấn luyện quân sự và gia nhập Quân đội Giải phóng Nhân dân Namibia (PLAN), cánh vũ trang của SWAPO trong Chiến tranh Độc lập Namibia.] Nashandi tốt nghiệp với bằng Cử nhân về Thanh niên và Phát triển của Đại học Zambia năm 1983 và lấy bằng Thạc sĩ về Nghiên cứu Ngoại giao của Đại học Westminster năm 2002 trong khi ở vị trí công tác ngoại giao.

## Nghề nghiệp
Sau quá trình giành độc lập của quốc gia Namibia vào năm 1990, Nashandi từng là Phó Chủ tịch Nghị định thư tại Nhà nước Namibia trước khi được bổ nhiệm làm Bộ Ngoại giao với tư cách là Bí thư cho các vấn đề chính trị và kinh tế.
Từ 1995-1999, bà là đại sứ của Namibia tại Thụy Điển, Na Uy, Đan Mạch, Phần Lan và Iceland. Từ năm 1999-2005, bà trở thành Cao ủy của nước này đến Vương quốc Anh và Ireland.
Nashandi là Chủ tịch Hội đồng Quản trị không hoạt động tại Trustco Group Holdings Limited từ năm 2006. Trustco Group Holdings là một công ty được giao dịch công khai cung cấp dịch vụ bảo hiểm và tài chính vi mô.
Vào tháng 11 năm 2007, Nashandi được đưa vào ban giám đốc của Africon, một công ty kỹ thuật của Namibia. Tại thời điểm đó, bà là nữ giới duy nhất trong ban giám đốc.

## Xóa khỏi danh sách đảng
Tại hội nghị đảng SWAPO tháng 9 năm 2009, Nashandi được xếp hạng 30 trong danh sách đảng SWAPO cho các cuộc bầu cử sắp tới cho Quốc hội là một trong mười đề cử cá nhân của Tổng thống Hifikepunye Pohamba cho danh sách đó.
Do Đạo luật dịch vụ công cộng tuyên bố rằng nhân viên công cộng phải sử dụng thời gian nghỉ hè hoặc từ chức để có thời gian để chạy cho văn phòng công cộng, bà buộc phải từ chức vị trí phó giám đốc điều hành tại State House để chạy cho Quốc hội. Nashandi không có thời gian nghỉ để sử dụng và do đó phải từ chức, nhưng bà gần như được đảm bảo một vị trí trong Quốc hội do vị trí thoải mái của bà trong danh sách SWAPO.
Một tháng trước cuộc bầu cử, Nashandi bị loại khỏi danh sách SWAPO khi Ủy ban Bầu cử Namibia phát hiện Nashandi không sở hữu thẻ cử tri hợp lệ và do đó không phải là cử tri đã đăng ký, một điều kiện cần thiết để đủ điều kiện được bầu vào Quốc hội
Priscilla Beukes, tại thời điểm đó thị trưởng của Mariental, đã thay thế vị trí của bà. Vài ngày sau khi bị đuổi việc, cựu đại sứ đã gọi việc loại bỏ bà là một "sai sót kỹ thuật"; bà đã không đăng ký bỏ phiếu trong cuộc tổng tuyển cử năm 2004 bởi vì bà đã phục vụ với tư cách là Cao ủy tại Vương quốc Anh vào thời điểm đó, và các phái đoàn nước ngoài đã không tiến hành đăng ký cử tri.
Được công chúng dự đoán rộng rãi rằng Nashandi sẽ đăng ký bỏ phiếu trong cuộc bầu cử năm 2009 và được bổ nhiệm làm một trong sáu ứng cử viên bổ nhiệm tổng thống cho Quốc hội, nhưng điều này không xảy ra.